# Мишел-Ришар Делаланд
Мишел-Ришар Делаланд или Мишел-Ришар де Лаланд (на френски: Michel-Richard de Lalande / Michel-Richard Delalande) е френски бароков композитор и органист.
Известен е с композирането на големи мотети (съчинил е почти 80). Той е автор на оркестровите сюити, познати като „Симфонии за кралските вечери“ (Simphonies pour les Soupers du Roy) или само „Симфонии“. Делаланд е автор и на балети.

## Жизнен път и творчество
Делаланд е роден в Париж и бил съвременник на Жан-Батист Люли (Jean-Baptiste Lully) и Франсоа Купрен (François Couperin). Данни за детството си са редки и отчасти въз основа на Discours sur la vie et les ouvrages de M. De la Lande – навярно от Alexandre Tannevot, която служи като предисловие на „40 grands motets“ на Делаланд. Не е известно нищо и за музикалното му образование, освен че той е учил цигулка, клавесин и орган. Делаланд също бил органист на четири парижки църкви – Saint Louis, Petit Saint Antoine, Saint Jean-en-Grève и Saint-Gervais. В последната църква той заема длъжността след смъртта на органиста Шарл Купрен (Charles Couperin, 1638 – 1679), бидейки още 18-годишен. През 1683 г. Делаланд е назначен, като sous-maître в Chapelle royale. Освен като органист, той имал и задължения на съдия.
Делаланд е смятан за най-големия френски композитор на големи мотети (grand motet) – вид духовни творби, които допадали на крал Луи XIV заради разкоша и величествеността им. Те са били писани за солисти, хор и сравнително голям оркестър. Според традицията, Луи XIV организирал надпревара, в която давал на композиторите духовен текст и определено време на участниците, за да композират музика, където той бил съдия. Делаланд бил един от четиримата победители, назначен да композира музика за всяко тримесечие от годината – другите трима били Никола Купийе (Nicolas Coupillet, ок. 1650 – 1713), Паскал Колас (Pascal Collasse, 1649 – 1709) и Гийом Меноре (Guillaume Minoret, 1650 – 1720). Делаланд имал най-важното тримесечие в годината – това с празниците около Рождество Христово. По-късно бил отговорен за църковна музика през цялата година. Той бил преподавател по клавесин на дъщерите на крал Луи XIV, а също така бил директор на кралската капела от 1714 до неговата кончина във Версай през 1726 г. Бил погребан в църквата „Св. Богородица“ във Версай.
Делаланд бил с добри доходи. Притежавал имоти в Париж на улица Ste-Anne и във Версай. Имал апартамент в Grand Commun и вила в Parc-aux-Cerfs. Вследствие работата му към съда имал и пенсия.
Делаланд оставил много версии на свои творби. В по-ранните версии Делаланд следвал френския бароков стил, докато в по-късните се наблюдават италиански мелизматични творби и по-голяма отдаденост на полифоничните контрапункти. Композиторът съчинява както балети, така и пасторални дивертименти (divertissement pastorales), написани за спокойствие на съда във Версай, Marly, Фонтебло (Fontainebleau) и Sceaux.
През 1686 г. във Версай Делаланд поставя Ballet de la jeunesse, произведение предшественик на операта-балет. Впоследствие части от това произведение служат за написването на популярните „Симфонии за кралските вечери“ (Symphonies our le souper du Roy), изпълнявани както подсказва името по време на вечеря, за кралете Луи XIV и Луи XV. Друго значимо произведение били Коледните симфонии (Symphonies des Noëls), изпълнени на Бъдни вечер в кралския параклис.
Делаланд е оставил четири сборници с творби, всяка разкриваща различни аспекти на композиторските му умения, както забелязали още онези, които събрали тези колекции.
Научните дирения за Делаландовите композиции останали с много години назад, поради непоследователността в изписването на името му: де Лаланд, Лаланд, ла Ланд, де ла Ланд и др. Неговото семейство се е назовава 'Делаланд'. В 2006 г. окончателно бил издаден „Тематичен каталог на произведенията на Мишел-Ришар де Лаланд (1657 – 1726)“ (Thematic Catalogue of the Works of Michel-Richard de Lalande (1657 – 1726)), дело на изтъкнатия британски музиколог Лайнъл Сокинс (Lionel Sawkins). В 752 страници са представени над 3000 музикални примери и подрбоности за изпълненията, всички източници, както и подробен индекс и тематичен показалец.

## Избрани произведения
- Grand motets (Beati quorum remissae sunt; Quam dilecta; Audite cæli quae loquor) – Solisten, Les Pages & les Chantres de Versailles, La Grande Ecurie & la Chambre du Roy o.l.v. Olivier Schneebelli (Virgin Veritas, 7 24354 55312 7)
- Grand motets (Te Deum; Super flumina Babilonis; Confitebor tibi Domine) – Solisten en Les Art Florissants o.l.v. William Christie (Harmonia mundi, HMC 901351)
- Grand motets (Dies irae; Miserere) – Solisten, Chœur & Orchestre de la Chapelle Royale o.l.v. Philippe Herreweghe (Harmonia mundi, HMC 901352)
- Petits motets (Miserere à voix seule et chœur; Vanum est vobis ante lucem; Miserator et misericors; Cantique quatrième) – Véronique Gens, Sandrine Piau, Noémi Rime en Arlette Steyer, Les Arts Florissants o.l.v. William Christie (Harmonia mundie, HMT 7901416)(+ Assumpta est Maria van Louis Lemaire en Regina coeli van Jean-Baptiste Morin)
- Leçons de ténèbres (met instrumentale werken van Marin Marais, Robert de Visée en Louis Couperin) – Isabelle Desrochers (sopraan), Mauricio Buraglia (theorbe), Nima Ben David (viola da gamba) en Pierre Trocellier (klavecimbel en orgel) (Auvidis-Astrée, E 8592)
- Symphonies pour les Soupers du Roy (integrale versie) – La Simphonie du Marais o.l.v. Hugo Reyne (Harmonia mundi, 4 cd's, HMC 901337.40)

## Покровители
- Луи XIV
- Françoise-Marie de Bourbon, Mlle. de Blois (ляво) и Louise-Françoise de Bourbon, Mlle. de Nantes (дясно) – дъщерите, на Луи XIV, които Делаланд обучава